# Vänortspark
Het Vänortspark (Zweeds: Vänortsparken) is een stadspark gelegen in het centrum van het Zweedse Umeå. Het park is gelegen ten zuiden van de stadskerk van Umeå.

## Geschiedenis
Als omstreeks 1600 was er al een soort van park bekend op de plek. In 1858 werd er gras gezaaid op het kerkplein en er werden planten geplaatst. In 1861 en 1862 werd er 2000 kronen uitgegeven van het land voor de park op het kerkplein. De aanplant bestond voornamelijk uit bomen en struiken. Na de brand van 1888 breidde het oppervlak van de park uit en werd de naam veranderd in Skolparken (Schoolpark).
In 1985 werd de naam veranderd in Vänortspark en er kwam een grondige renovatie. Parkmeubilair en symbolische objecten uit Umeå werden in het park geplaatst en er werd een beekje aangelegd. Het park had ook een kunstwerk: in het noordwestelijke deel staat een sculptuur gemaakt van koper dat de wereld voorstelt.

## Opbouw
Het park heeft een komvormig centraal grasveld dat is omgeven door verschillende aangeplante struiken en bomen. Door het park loopt een aangelegd beekje met drie bruggen. Plantensoorten die in het park voorkomen zijn onder andere: esdoorn, es, paardenkastanje, krokus, narcis, spirea en wegedoorn. Rondom het park staan veel esdoorns, geplant omstreeks 1920.